# José Asensi Sabater
José Asensi Sabater (Alicante, 19 de abril de 1950) es un jurista y político español.

## Trayectoria
Estudió en los Maristas y en el Instituto Jorge Juan de Alicante. Licenciado en Derecho, Filosofía y Ciencias Políticas por la Universidad de Valencia, donde se doctoró y donde trabajó como profesor, y en la Universidad de Madrid. También participó en las luchas estudiantiles durante la transición. En 1972 empezó a trabajar en la Universidad de Alicante, donde en 1991 llegaría a catedrático de Derecho Constitucional. Ha sido vicepresidente de la Asociación Española de Derecho Constitucional.
Políticamente participó en el proceso autonómico valenciano como corredactor del Estatuto de Morella, en 1978. Miembro de la ejecutiva del PSPV-PSOE, partido con el cual fue elegido diputado en las elecciones a las Cortes Valencianas de 1983, 1987 y 1991. Ha presidido el Consejo Asesor de RTVE en la Comunidad Valenciana. No revalidó el escaño en 1995 y volvió a la Universidad de Alicante, donde en 2000 fue nombrado director del Instituto Iberoamericano de Estudios Constitucionales. En 2001 presentó su candidatura como rector de la Universidad de Alicante, pero fue derrotado por Salvador Ordóñez Delgado.

## Obras
- Las Cortes Valencianas
- La época constitucional (1998)
- Constitucionalismo y derecho constitucional: materiales para una introducción (1996)